# Nicolai Vallys
Nicolai Frimodt Vallys (* 4. September 1996) ist ein dänischer Fußballspieler. 
Er spielte als Jugendlicher und im Herrenbereich ausschließlich für Amateurvereine, bevor er mit 22 Jahren zum Zweitligisten FC Roskilde wechselte. Nach nur einem Jahr zog es Vallys zu Silkeborg IF, für den er drei Jahre spielte und mit denen er auf- und abstieg. Seit Ende August 2022 steht er bei Brøndby IF unter Vertrag. Zudem stand Nicolai Vallys auch im Kader der dänischen Nationalmannschaft.

## Karriere

### Verein
Nicolai Vallys wurde nie in einer Akademie ausgebildet, sondern spielte bei BK Skjold, wo er auch seine ersten Schritte im Herrenbereich machte, sowie später bei Skovshoved IF. Im Sommer 2018, als er 21 Jahre war, gelang ihm der Sprung in den Profibereich, als er einen Zweijahresvertrag beim Zweitligisten FC Roskilde erhielt. Dort wurde Vallys Stammspieler und wurde dabei mal als Außenstürmer, mal als offensiver Mittelfeldspieler, seltener als Mittelstürmer eingesetzt. Sein Verein spielte gegen den Abstieg, konnte aber mit Platz 9 den Klassenerhalt schaffen. Nicolai Vallys blieb nur ein Jahr in Roskilde, denn er folgte in der Sommerpause 2019 dem Lockruf aus der Superliga.
Er unterschrieb einen Zweijahresvertrag bei Silkeborg IF. Anfänglich war Vallys lediglich Einwechselspieler, jedoch erkämpfte er sich bald einen Stammplatz als Außenstürmer, mal auf der linken, mal auf der rechten Außenbahn. Silkeborg IF, ein Erstligaaufsteiger, stieg umgehend wieder in die zweite Liga ab. Aufgrund einer Verletzung, die er sich in den Ferien zuzog, kam er erst am 22. Oktober 2020 bei der 1:2-Niederlage gegen Viborg FF zu seinem ersten Saisoneinsatz. Schon bald kämpfte sich Nicolai Vallys in die Stammelf zurück und wurde dabei öfters als rechter Außenstürmer, zwischenzeitlich aber auch dreimal in Folge im offensiven Mittelfeld eingesetzt. Silkeborg IF schaffte den Sprung in die Aufstiegsrunde und stieg schließlich wieder in die Superliga auf. Dort gelang Vallys, der nun als linker Außenstürmer eingesetzt wurde, der Durchbruch und mit acht Toren sowie sieben Vorlagen trug er nicht nur dazu bei, dass Silkeborg IF den Klassenerhalt schaffte, sondern sie sich sogar für die Meisterrunde qualifizierten. Dort gab er vier Vorlagen und erzielte zwei Treffer selbst, somit trug er zur Qualifikation des Vereins für die UEFA Europa League bei. Nicolai Vallys scheiterte mit diesem Verein in den Play-offs zur „EL“ an HJK Helsinki, doch der Klub durfte in der Conference League weiterspielen. Dort war der Spieler aber nicht mehr mit von der Partie, denn er verließ vorher schon den Verein.
Denn Ende August 2022 ging Vallys zu Brøndby IF. Dort erkämpfte er sich sofort einen Stammplatz und wurde dabei abwechselnd als Außenstürmer auf der linken Außenbahn und als offensiver Mittelfeldspieler eingesetzt. Nicolai Vallys qualifizierte sich mit dem Kopenhagener Vorortverein, einem der größten dänischen Fußballklubs, für die Meisterrunde, in der allerdings die Qualifikation für den europäischen Wettbewerb verfehlt wurde. In seinem zweiten Jahr in Brøndby spielte er dann hauptsächlich als offensiver Mittelfeldspieler und trug mit 13 Saisontoren dazu bei, dass sein Verein vor dem letzten Spieltag reelle Chancen auf die dänische Meisterschaft hatte, denn sie gingen als Tabellenführer in den letzten Spieltag. Im eigenen Stadion verlor Brøndby IF allerdings mit 2:3 gegen Aarhus GF und verspielte somit den Gewinn des dänischen Meistertitels.

### Nationalmannschaft
Am 31. August 2023 wurde Nicolai Vallys erstmals in die dänische Nationalmannschaft berufen, als er für den verletzten Mikkel Damsgaard für die EM-Qualifikationsspiele gegen San Marino und Finnland nachnominiert wurde. Dabei wurde er am 7. September 2023 beim 2:1-Sieg in Serravalle gegen San Marino in der 72. Minute für Jesper Lindstrøm eingewechselt.